# Tractat de Saragossa (1529)
El  Tractat de Saragossa  és un tractat de pau signat el 22 d'abril de 1529 entre Espanya i Portugal, on regnaven l'emperador Carles i Joan III de Portugal, respectivament. El tractat va delimitar exactament les zones d'influència portuguesa i espanyola a Àsia per resoldre la qüestió de les Moluques.

## Antecedents
El Tractat d'Alcaçovas entre el Regne de Portugal i els sobirans dels regnes Castella signat a la localitat portuguesa d'Alcaçovas el 4 de setembre de 1479 i que entrà en vigor posteriorment, quan fou ratificat a Toledo el 6 de març de 1480 es compon de quatre conjunts d'acords que renovaven i actualitzaven el tractat d'Almeirim de 1432 corresponents a les navegacions portugueses per la costa africana i les illes del Mediterrani atlàntic, amb el què Portugal tindria l'hegemonia marítima per sota del paral·lel de l'illa de Ferro en direcció a les illes de Cap Verd i el monopoli de les navegacions al sud del cap Bojador, i Castella veia reconeguda la propietat de totes les illes Canàries, que no es va fer efectiva fins al 1496 amb la conquesta de Tenerife, i el dret a una petita franja de la costa africana, entre els caps Nun i Bojador, per connectar amb les caravanes que porten l'or de l'interior de el continent.
Les butlles alexandrines són conjunt de documents pontificis que van atorgar als reis de Castella i Lleó el dret a conquerir Amèrica i l'obligació d'evangelitzar-la, emesos per la Santa Seu a 1493 a petició dels Reis Catòlics, la influència davant el Papa Alexandre VI (de la valenciana família Borja) era prou poderosa per a aconseguir-les.Van ser quatre documents: el breu Inter Caetera, la butlla menor també anomenada Inter Caetera, que és la més coneguda i la que esmenta per primera vegada una línia de demarcació a l'Atlàntic, la butlla menor Eximiae devotionis i la butlla Dudum siquidem. La línia de demarcació queda fixada a 100 llegües a l'oest de les Açores i Cap Verd
La disposició papal no va satisfer el monarca portuguès, i les tensions amb Castella augmentaren. Per tal d'evitar la ruptura hom inicià unes negociacions a Tordesillas, on es reuniren els representants portuguesos (Rui de Sousa, João de Sousa i Aires de Almada) i els castellans (Enrique Enríquez, Gutierre de Cárdenas i Rodrigo Maldonado). El resultat fou un acord en virtut del qual la línia de demarcació se situà 370 llegües a l'occident de les illes de Cap Verd; d'aquesta manera, la terra descoberta a l'est d'aquesta línia havia de passar a dependre de Portugal, i la de l'oest de Castella. El tractat de Tordesillas fou ratificat pels Reis Catòlics a Arévalo el 2 de juliol de 1494, a Setúbal per Joan II de Portugal el 5 de setembre del mateix any, i pel Papa Juli II l'any 1506.

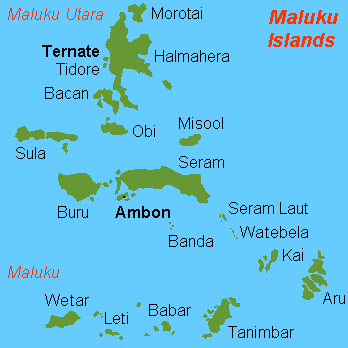
Mapa de les Moluques, mostrant les illes de Ternate i Tidore.

Durant el segle xvi, els portuguesos arriben a les Índies Orientals envoltant Àfrica i creuant l'oceà Índic (Malaca a 1509). Poc més tard, Portugal funda el fort de Ternate, en les "Illes de les Espècies" (actuals Moluques). Aquestes illes eren el principal productor d'espècies (clau, pebre, canyella i nou moscada), que recordem van ser un dels principals motius dels viatges oceànics moderns.
L'establiment de l'antimeridià de Tordesillas (la continuació del meridià que dividia el planeta a l'Atlàntic) era impossible amb els mitjans de l'època (d'haver-se pogut fer, les Moluques, així com les Filipines, corresponien a Portugal). En 1524 se celebra la Junta de Badajoz-Elvas entre els dos regnes per solucionar aquesta qüestió. Després d'una sèrie de reunions d'experts dels dos països a les ciutats de Badajoz, a Espanya, i Elvas, a Portugal, es finalitza sense arribar a cap acord i des de 1525 es van enviar diverses expedicions portugueses per explorar el territori. Gomes de Sequeira i Diogo da Rocha van ser enviats pel governador de Ternate Jorge de Meneses al nord de les Moluques, sent els primers europeus a arribar a les illes Carolina, que llavors van anomenar "Ilhas de Sequeira", i el 1526 el mateix Jorge de Meneses va desembarcar a l'illa Waigeo a Papua Nova Guinea. L'emperador Carles va decidir enviar una expedició per establir els seus drets, comandada per García Jofre de Loaisa. L'expedició va arribar a les Moluques, fundant el fort de Tidore, però els portuguesos, encapçalats per Jorge de Meneses, van desembarcar a l'illa i van derrotar els espanyols el 1529, que van haver de retirar-se:
| «                                                                     | Don Jorge de Meneses, que estava al comandament de les Moluques, va enviar una força a Tidore contra els espanyols; però en el Caminho .... reunir una important força aliada [indígena] ... i amb aquest petit nombre de portuguesos [120 homes escollits, segons els cronistes Barros i Castanheda], Meneses va desembarcar a Tidore, on va derrotar els espanyols [una guarnició de 43 homes, d'acord amb Castanheda, que defensaven els murs de la capital reial de Tidore] i les tropes de Tidore, obligant als primers a retirar-se cap a l'interior de la seva fortalesa, després de perdre sis homes, dos dels quals van morir i quatre van ser capturats [l'artilleria va ser abandonada i 50 indígenes morts]. Llavors, Meneses va atacar i va prendre la ciutat de Tidore, que va ser saquejada i incendiada; de seguida va envestir la fortalesa espanyola [que tenia 6 peces d'artilleria pesada i 25 canons de ferro] i va intimar la rendició al comandant espanyol, Fernando de Torre. No podent resistir més, el capità espanyol va acceptar retirar-se de Tidore fins a la ciutat de Camafo [a la llunyana costa oriental de l'illa de Geilolo], comprometent-se a no hostilitzar els portuguesos ni els seus aliats, ni comerciar amb cap illa productora de clavell d'espècie. Després d'això, el rei de Tidore va haver de pagar tribut als portuguesos, i Meneses va tornar victoriós a Ternate [en possessió de dos galiotes espanyoles i una portuguesa que havia estat capturada, així com de totes les espècies emmagatzemades pels espanyols]. | » |
| — Robert Kerr, A General History and Collectio of Voyages and Travels | |   |

L'11 de març de 1526, l'emperador Carles es casa amb Isabel de Portugal i d'Aragó, el que reforça els llaços entre les dues corones, i permet un acord sobre les Moluques. A això s'afegeix l'interès de l'emperador a evitar problemes amb Portugal per poder centrar-se en la política centreeuropea, més el fet que encara no sabia com portar les espècies de les Moluques a Europa navegant cap a Orient (el primer "viatge de tornavolta", realitzat per Andrés de Urdaneta, és de 1565).

## L'acord
El tractat fixava les esferes d'influència de Portugal i Espanya a 297,5 llegües a l'est de les Moluques, o 17º de meridià mesurats sobre l'equador. Aquesta línia de demarcació es trobava a prop del meridià 142° oest que marcaria la divisió de l'illa de Nova Guinea (i d'Austràlia) per la meitat.
Pel Tractat de Saragossa, les Moluques quedaven en mans portugueses. En realitat, Portugal compra per 350.000 ducats d'or de 375 maravedís cada un, els drets espanyols sobre les illes (reconeixent aquests drets), incloent els drets de propietat, dret de navegació i dret de comerç. A més, el pacte incloïa una clàusula per la qual el Rei d'Espanya podia invalidar-a canvi de tornar el pagament portuguès.

## Contestació al tractat

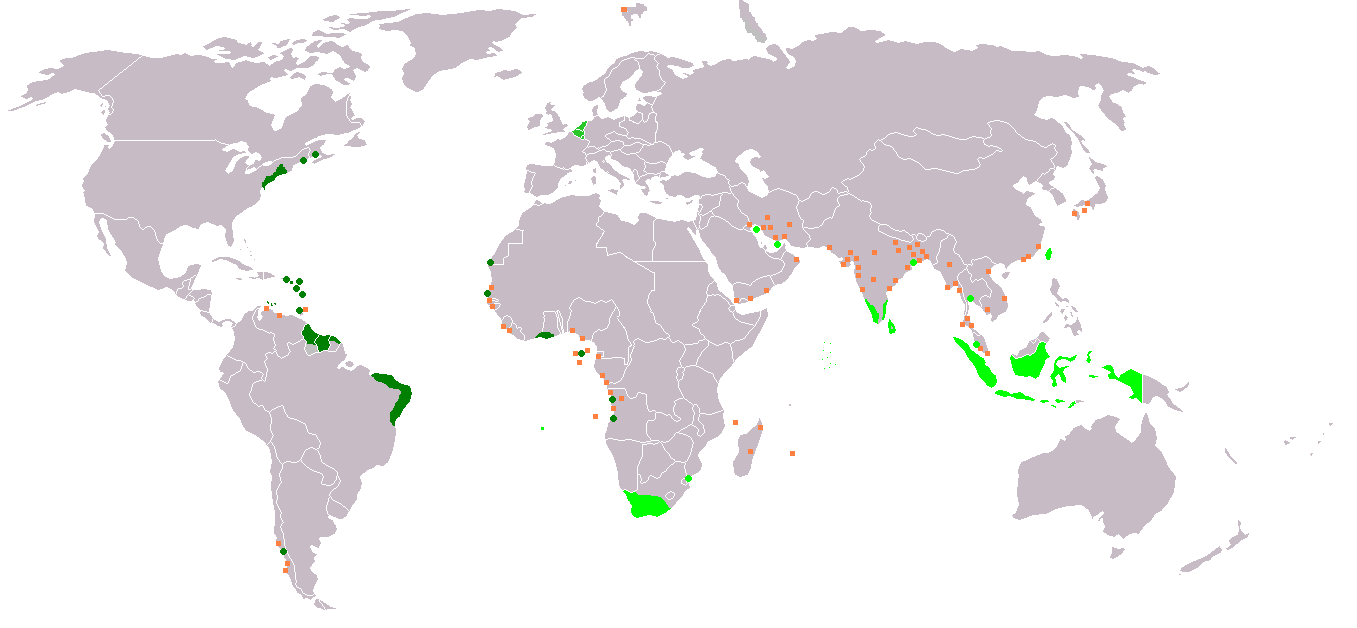
Imperi holandès al llarg de la història.

La resta de potències europees no van acceptar aquesta divisió de el món conegut i per conèixer entre castellans i portuguesos i el monopoli sobre el descobriment, la navegació i el comerç establert a favor de les potències ibèriques fou desafiat per França, Anglaterra i més tard per les Províncies Unides, que creien que les decisions papals no eren vinculants i que el tractat era un compromís bilateral aplicable només als signants. El setembre de 1522 arribaren a Castella els membres supervivents de la primera circumnavegació terrestre. Això impulsà els comerciants francesos a buscar noves rutes comercials i el 1523 el rei Francesc I de França va finançar expedicions comandades per Giovanni da Verrazzano per explorar una àrea compresa entre la Florida i Terranova amb l'objectiu de trobar una ruta marítima cap a l'oceà Pacífic. Durant el segle xvi, portuguesos i castellans van recordar la prohibició que prohibia als estrangers la navegació pels seus respectius dominis, i tot i això, els espanyols es van establir a les Filipines, que es trobaven en territori portuguès segons els acords del tractat de Saragossa.
La seva vigència oficial va quedar reduïda al no-res després de la Pau de Cateau-Cambrésis de 1559 quan les monarquies Hispànica i francesa van decidir treballar activament contra l'heretgia protestant i aquelles potències van comprendre que la seva influència política es jugava tant a la mar com la terra, va començar l'era de les grans potències navals que van competir entre elles en diversos plans, des del debat teòric fins al conflicte obert. La rivalitat entre estats per descobriments, navegació i comerç a les Amèriques i a Àsia va provocar una controvèrsia entre els partidaris per l'exclusivitat dels dominis marítims, mare clausum, i els de la llibertat dels mars, mare liberum. El 1609, al seu Mare liberum, l'holandès Hugo Grotius va defensar la noció que la llei de la natura i de les nacions prohibia qualsevol apropiació d'alta mar, que es considerava propietat comuna de tots els països, tesi a la qual es va oposar l'anglès John Selden, en Mare clausum. Només va començar a la dècada de 1640 que Espanya i Portugal van admetre el dret dels estrangers a navegar per allò que, durant un temps, consideraven la seva part del món.
El 1609, per justificar les activitats de la Companyia Neerlandesa de les Índies Orientals, que contravenien el tractat de Tordesillas, Hugo de Groot va publicar de forma anònima Mare liberum, un breu tractat on afirmava que el mar no era propietat de ningú, sinó territori internacional que totes les nacions eren lliures d'aprofitar, tesi a la qual es va oposar l'anglès John Selden, en Mare clausum. La disputa sobre la propietat o nacionalitat de les aigües tenien un rerefons econòmic, ja que afectava al comerç internacional. Mare liberum és part d'una obra major, De iure praede, inèdita fins a 1868. El 1613 va fer part d'una missió diplomàtica a Anglaterra. Considerava la guerra una conseqüència inevitable del conflicte permanent en les relacions humanes que es podia ajustar als principis i regles de el dret natural comú als homes i de el dret de gents resultant del consens entre els pobles, i proposava regles de conducta en la guerra.